# آل کورلی
آل کورلی (انگلیسی: Al Corley؛ زادهٔ ۲۲ مهٔ ۱۹۵۶) تهیه‌کننده فیلم، خواننده، بازیگر تلویزیون و بازیگر سینما اهل ایالات متحده آمریکا است.
از فیلم‌ها یا برنامه‌های تلویزیونی که وی در آن نقش داشته‌است می‌توان به دون خوان دی‌مارکو، کشتن مرد ایرلندی، بزرگ‌تر از آسمان، دودمان اشاره کرد.